# تتبع القوة الزرقاء

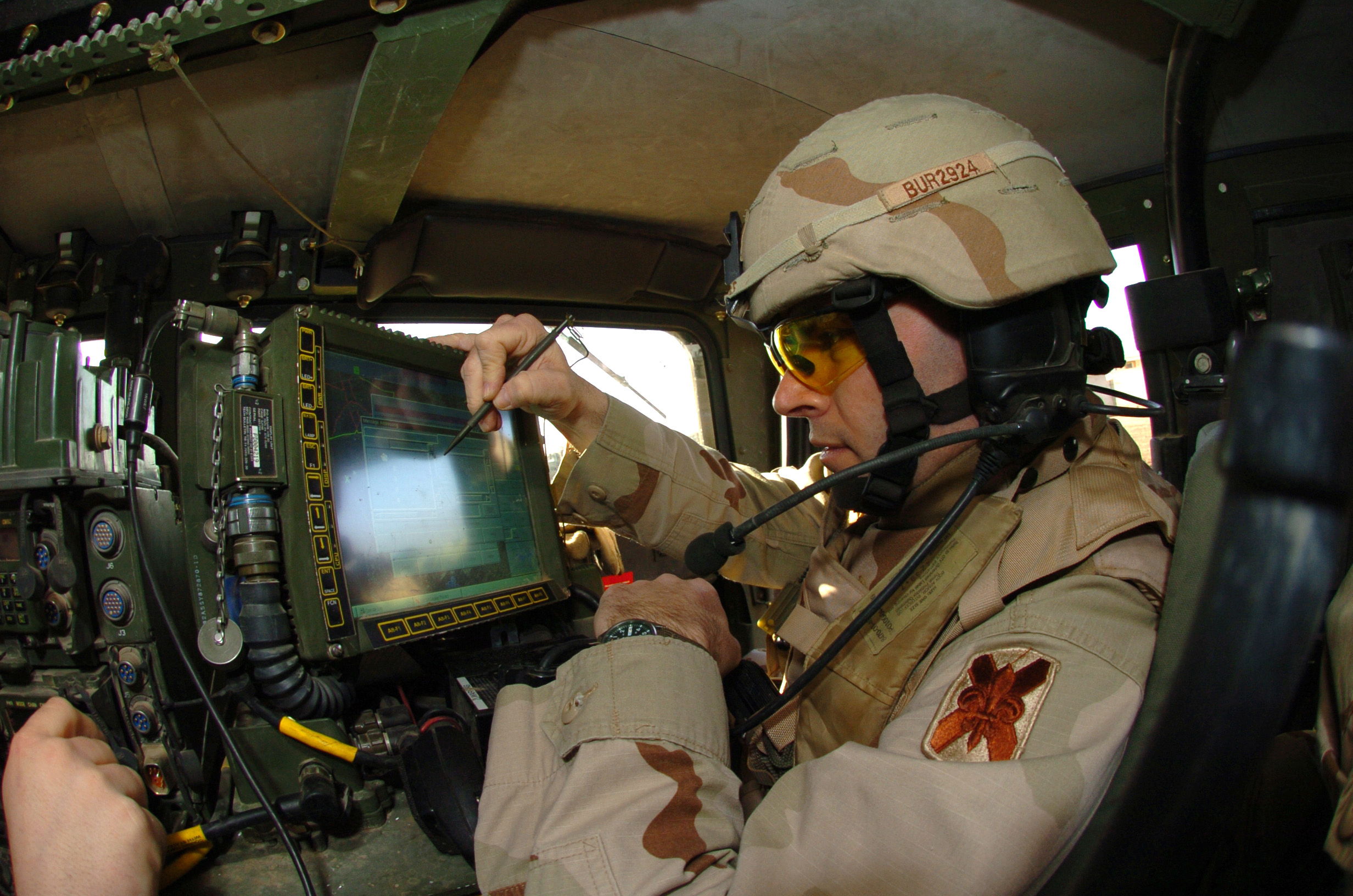
جندي أمريكي يقوم بإعداد جهاز تعقب القوة الزرقاء الخاص به قبل مغادرة معسكر النصر بالعراق في عام 2005

تتبع القوة الزرقاء هو مصطلح عسكري أمريكي يشير إلى القدرة التي تدعم نظام تحديد المواقع العالمي والتي تزود القادة العسكريين والقوات بمعلومات موقع حول القوات العسكرية الصديقة والمعادية أيضًا. في الرموز العسكرية لحلف الناتو، يشير اللون الأزرق عادةً إلى القوات الصديقة. توفر القدرة صورة مشتركة لموقع القوات الصديقة، وبالتالي يشار إليها باسم متعقب القوة الزرقاء.

## الأنظمة
تتكون أنظمة تتبع القوة الزرقاء من جهاز حاسوب، يستخدم لعرض معلومات الموقع، ومحطة قمر صناعي وهوائي قمر صناعي، يستخدم لنقل الموقع والبيانات العسكرية الأخرى، وجهاز استقبال نظام تحديد المواقع العالمي (لتحديد موقعه الخاص)، والتحكم والمراقبة - برامج التحكم (لإرسال واستقبال الأوامر، والعديد من وظائف الدعم الأخرى في ساحة المعركة)، وبرامج رسم الخرائط، عادة في شكل نظام معلومات جغرافي. يعرض النظام موقع المركبة المضيفة على شاشة خريطة التضاريس بالحاسوب، إلى جانب مواقع المنصات الأخرى (الصديقة باللون الأزرق، والعدو باللون الأحمر) في مواقعها الخاصة. يمكن أيضًا استخدام النظام لإرسال واستقبال الرسائل النصية والصور، ولديه آلية للإبلاغ عن مواقع قوات العدو وظروف ساحة المعركة الأخرى (على سبيل المثال، موقع حقول الألغام، وعوائق ساحة المعركة، والجسور المتضررة، وما إلى ذلك).
توجد إمكانية إضافية في بعض أجهزة النظام في أدوات تخطيط المسار. ومن خلال إدخال إحداثيات الشبكة، يصبح النظام خريطة وبوصلة للوحدات الآلية. مع تمكين التحذيرات القريبة، يتم إعلام طاقم السيارة عند اقترابهم من نقاط حرجة أو منعطفات.

## الاستخدام
يشمل مستخدمو النظام جيش الولايات المتحدة، وقوات مشاة البحرية الأمريكية، والقوات الجوية للولايات المتحدة، والقوات الاستكشافية الأرضية التابعة للبحرية الأمريكية (على سبيل المثال، قيادة الحرب البحرية الخاصة للولايات المتحدة وقيادة القتال الاستكشافية البحرية)، والمملكة المتحدة.
وفي عام 2008، بدأ العمل على خطط للوصول إلى مستوى ما يقرب من 160 ألف نظام تتبع في الجيش الأمريكي في غضون سنوات قليلة؛ المقاول الرئيسي للنظام هو شركة نورثروب غرومان في لوس أنجلوس، كاليفورنيا. 
في نوفمبر 2010،  توصل الجيش الأمريكي وقوات مشاة البحرية الأمريكية إلى اتفاق لتوحيد نظام مشترك، يُسمى "منصة قيادة المعركة المشتركة"، والذي سيُسْتَخْلَص من نظام الجيش الأمريكي وقوات مشاة البحرية الأمريكية والجيش البريطاني خلال العمليات القتالية الثقيلة في حرب العراق عام 2003.
فاز نظام التتبع بالعديد من الجوائز والأوسمة، بما في ذلك: الاعتراف به في عام 2001 كواحد من أفضل خمسة برامج برمجية تتم إدارتها في حكومة الولايات المتحدة بأكملها، جائزة معهد الدفاع والتقدم الحكومي لعام 2003 جائزة البرنامج الحكومي الأمريكي الأكثر ابتكارًا، جائزة مونتايسلو لأسبوع الكمبيوتر الفيدرالي لعام 2003 (تُمنح تقديرًا لنظام المعلومات الذي له تأثير مباشر وهادف على حياة الإنسان)، وجائزة معلومات ساحة المعركة لعام 2005 "أفضل برنامج لدعم التحالف عمليات".

## روابط خارجية
- 1st Lt. Fox، Stephen (19 يناير 2006). "JSTARS adds blue force tracking capability". Global Security. مؤرشف من الأصل في 2024-01-07.{{استشهاد ويب}}:  صيانة الاستشهاد: أسماء عددية: قائمة المؤلفين (link)
- Shachtman، Noah (1 يونيو 2006). "Winning-and Losing-the First Wired War". Popular Science. مؤرشف من الأصل في 2012-02-24.
- "FBCB2 Program Manager, Fort Monmouth, NJ". PEO C3T. 18 نوفمبر 2008. مؤرشف من الأصل في 2008-12-05.
- The Blue Force Tracker System video by Smithsonian National Air and Space Museum